# Classe Dekabrist
La classe Dekabrist, anche della classe D o serie I, fu una classe di sommergibili della Marina militare sovietica, composta da sei unità entrate in servizio all'inizio degli anni 1930.
Prima classe di sommergibili a essere progettata e costruita in Russia dopo la nascita dell'Unione Sovietica, i Dekabrist erano unità d'attacco di media stazza ma non si dimostrarono particolarmente riusciti e la costruzione venne fermata dopo sole sei unità realizzate.
Le unità della classe videro l'azione durante la seconda guerra mondiale, sia nel teatro bellico del mar Baltico che in quello del Mar Nero e del Mar Glaciale Artico; tre unità furono perdute per cause belliche unitamente a una quarta affondata in un incidente. Le restanti due unità furono radiate dal servizio attivo alla fine degli anni 1950; una di esse, il D-2 Narodovolets, è tuttora impegnata come nave museo a San Pietroburgo.

## Caratteristiche

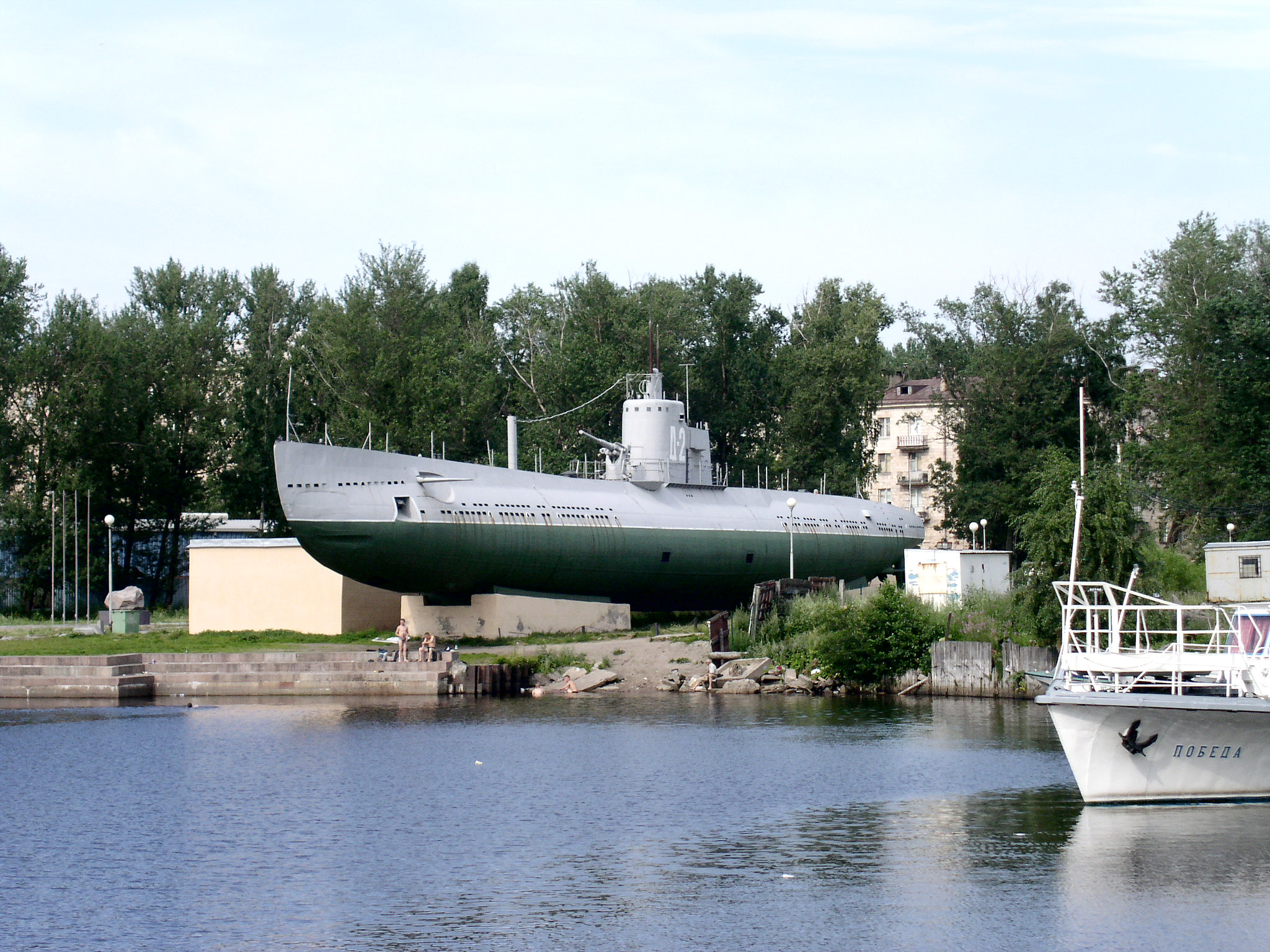
Il D-2 Narodovolec in mostra come nave museo a San Pietroburgo

I Dekabrist furono la prima classe di sommergibili progettata nella neonata Unione Sovietica. Elaborato dall'ingegnere navale Boris Malinin su una specifica della Marina sovietica formulata nel 1923, il progetto dei Dekabrist riprendeva quello dei sommergibili classe Bars costruiti per la Marina imperiale russa durante la prima guerra mondiale; progetto ancora relativamente sperimentale, i Dekabrist non si dimostrarono particolarmente riusciti risultando parecchio instabili durante le immersioni.
Le sei unità della classe furono oggetto di vari rimaneggiamenti e miglioramenti nel corso della loro vita che ne modificarono le caratteristiche di base le une dalle altre. Di progetto, i Dekabrist erano unità di mezza stazza a doppio scafo, lunghe 83,5 metri e con dislocamento in emersione di 920 o 934 tonnellate, che saliva a 1.318 o 1.339 tonnellate con il battello in immersione. La profondità massima di collaudo raggiungibile era di 75 metri; l'equipaggio ammontava a 53 tra ufficiali e marinai.
Il sistema propulsivo si basava su due otori diesel da 2.500 hp per la navigazione in emersione e due motori elettrici da 1.250 hp per la navigazione in immersione. La velocità massima si aggirava sui 15 nodi in superficie e sugli 8,4 nodi in immersione; i tempi di immersione rapida erano piuttosto lunghi, aggirandosi sui 150 secondi.
L'armamento di artiglieria si basava su un cannone da 102 mm per la lotta antinave e un cannone da 45 mm per la difesa antiaerea; l'armamento silurante verteva su otto tubi lanciasiluri da 533 mm (sei fissi a prua e due a poppa) con dieci siluri in totale.

## Unità
| Nome               | Impostazione   | Cantiere                       | Varo             | Entrata in servizio | Destino finale |
| ------------------ | -------------- | ------------------------------ | ---------------- | ------------------- | --- |
| D-1 Dekabrist      | 5 marzo 1927   | Ordžonikidze Zavod, Leningrado | 13 novembre 1928 | 12 novembre 1930    | assegnato inizialmente alla Flotta del Baltico, dal 1933 trasferito alla Flotta del Nord; affondato in incidente per cause sconosciute il 13 novembre 1940 mentre conduceva un'esercitazione nel Golfo Motovskij                                 |
| D-2 Narodovolets   | 5 marzo 1927   | Ordžonikidze Zavod, Leningrado | 19 maggio 1929   | 6 settembre 1931    | assegnato alla Flotta del Baltico; ritirato dal servizio attivo il 20 giugno 1956, impiegato come unità d'addestramento fino alla radiazione definitiva il 5 marzo 1987; dall'8 luglio 1989 è impiegato come nave museo a riva a San Pietroburgo |
| D-3 Krasnogvardeec | 5 marzo 1927   | Ordžonikidze Zavod, Leningrado | 12 luglio 1929   | 1º ottobre 1931     | assegnato alla Flotta del Nord; perduto in mare tra il 6 e il 10 giugno 1942, probabilmente caduto vittima di una mina tedesca al largo della Penisola di Rybačij o di Berlevåg                                                                  |
| D-4 Revolûcioner   | 14 aprile 1927 | Marti, Nikolaev                | 21 marzo 1929    | 30 dicembre 1930    | assegnato alla Flotta del Mar Nero; scomparso in mare a partire dal 1º dicembre 1943, probabilmente caduto vittima di una mina al largo della costa occidentale della Penisola di Crimea                                                         |
| D-5 Spartakovec    | 14 aprile 1927 | Marti, Nikolaev                | 12 ottobre 1929  | 5 aprile 1931       | assegnato alla Flotta del Mar Nero; radiato dal servizio il 18 gennaio 1956 e avviato alla demolizione |
| D-6 Âkobinec       | 14 aprile 1927 | Marti, Nikolaev                | 15 novembre 1930 | 15 giugno 1931      | assegnato alla Flotta del Mar Nero; bloccato per le riparazioni a Sebastopoli, fu fatto saltare in aria dal suo stesso equipaggio il 26 giugno 1942 prima che la città cadesse in mano ai tedeschi                                               |